# Giovanni Vignoli
Giovanni Vignoli, né le 13 avril 1667 à Pitigliano (Toscane) et mort le 19 novembre 1733 à Rome, est un archéologue et numismate italien.

## Biographie
Giovanni Vignoli naquit le 13 avril 1667, à Pitigliano, ville de Toscane, sur les confins des États romains. Après avoir terminé ses cours de philosophie et de théologie, il prit l’habit ecclésiastique, et consacra ses loisirs à l’étude approfondie des médailles et des monuments antiques. Filippo II Colonna, Grand Connétable du royaume de Naples, l’ayant choisi pour secrétaire, lui facilita les moyens de satisfaire ses goûts studieux, et de perfectionner ses connaissances. En 1720, à la mort de Lorenzo Alessandro Zaccagni, il lui succéda d’ans la charge de bibliothécaire du Vatican. Les devoirs de cet emploi et une correspondance suivie avec les plus célèbres numismates de l’Europe partagèrent dès lors tous ses instants. Il trouva cependant le loisir de préparer une édition du Liber Pontificalis. Il se disposait à publier un supplément à cet ouvrage, contenant les variantes tirées d’un manuscrit de Lucques, des notes explicatives et des additions, quand il fut atteint d’une maladie mortelle. Ne se dissimulant pas le danger de son état, il remit tous ses papiers à son neveu Ugolini, le chargeant avec le P. Baldini, théatin, son ami le plus intime, de terminer un travail auquel il attachait d’autant plus de prix, que c’était le résultat de plus de vingt années de recherches. Vignoli mourut à Rome, le 19 novembre 1733.

## Œuvres
Outre l’édition du Liber Pontificalis, dont on vient de parler, Rome, 1724, 1753, 1755, 3 vol. in-4°, moins estimée que celle de Francesco Bianchini, on a de lui :
- Dissertatio de columna imperatoris Antonini Pii ; una cum antiquis inscriptionibus, etc., Rome, 1705, in-4°. On trouve l’analyse de ce savant ouvrage dans la plupart des journaux du temps. Dans les Acta Eruditorum, année 1708, p. 25, elle est accompagnée d’une grande planche. Les inscriptions que l’auteur a publiées à la suite sont divisées en trois classes : les premières concernent le culte des Romains ; les deuxièmes sont sépulcrales, et les troisièmes se rattachent à des monuments publics ou à des faits historiques.
- Epistola ad Ant. Gallandium de nummo imperatoris Antonini Pii, qui in tertio ejus consulatu percussus columnam quamdam exhibet, ibid., 1709, in-4°. La médaille dont il s’agit se trouvait dans le cabinet de M. Foucault. Vignoli prétend que le revers, représentant une colonne, a été falsifié, et que cette pièce est la même que celle où l’on voit une longue figure de femme tenant de la main droite un caducée, et de la gauche une branche d’olivier.
- Antiquiores pontificum denarii, ibid., 1709, in-4°, fig. C’est un essai sur les anciennes monnaies des papes. Benedetto Fioravanti en a donné une édition revue et augmentée d’un tiers, Rome, 1734, in-4°.
- De anno primo imperii Alexandri Aug. quem præfert cathedra marmorea Sancti Hippoliti, ibid., 1712, in-4°. On trouve à la suite une nouvelle édition de la Lettre à Galland, revue et corrigée.
- Dissertatio apologetica de anno primo imperii Severi Alexandri, qua potissimum programma Cycli paschalis S. Hippoliti denuo exponitur, ibid., 1714, in-4°. Il y repousse les critiques que le P. Virginio Valsecchi et l’évêque d’Adria Filippo Del Torre avaient publiées contre l’ouvrage précédent. Ces deux opuscules contiennent une explication détaillée du fameux Cycle de St-Hippolyte.

## Sources
- « Vignoli (Jean) », dans Louis-Gabriel Michaud, Biographie universelle ancienne et moderne : histoire par ordre alphabétique de la vie publique et privée de tous les hommes avec la collaboration de plus de 300 savants et littérateurs français ou étrangers, 2e édition, 1843-1865 [détail de l’édition]